# Сид (кельтська міфологія)

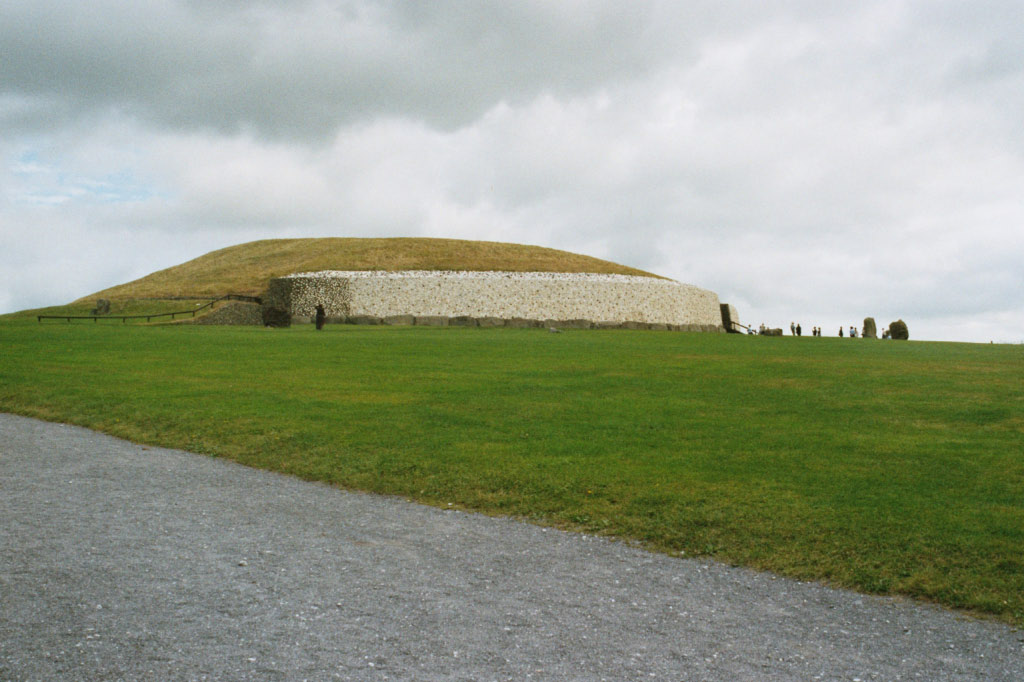
Ньюґрейндж — пагорб-курган в Ірландії, Бру-на-Бойн

Сид, правильно: Ші (ірл. Sídhe (застаріла форма), гэльск. Sìth — «світ») — у шотландській та ірландській міфології потойбічний світ, населений племенами туатів і, частково, фоморів. В сучасній ірландській народній традиції за місцем свого мешкання також називаються си́дами, з додаванням приставки daoine — daoine sidhe, що перекладається як «народ пагорбів». До Сиду пізніше відносять Тир Тоїнгіре та Емайн Аблах («Маєток Яблук»).
Сиди — також назва пагорбів, оскільки кельти вважали їх місцем, де знаходиться цей світ.
Помилково сидами називають населення цих самих сидів-пагорбів (здебільшого представників Туата Де Дананн), проте це лінгвістично невірно, оскільки сид — в першу чергу це місце, а не народ. Для позначення народу або істоти додають приставку перед словом -síde, наприклад fír síde (народ сидів) або ben síde (жінка сидів).

## Етимологія
В сучасній шотландський кельтській (гаельській) мові Sìth перекладається, як «світ», «мир». Можливо етимологічно пов'язане з англійським «Side» — «сторона» та німецьким «Seits», що теж перекладається як «сторона». Також існує німецьке слово «jenseits», що перекладається на українську як досл. «потойбіччя» («по ту сторону», «по той бік»).
Сучасна ірландська вимова — «Ши» (ірл. Sí), застаріла — Sídhe. Староірландською — síde.
Вважається, що слово síde походить від протокельтського *sīdos (досл. «місце проживання») і пов'язане з англійськими словами «seat» («сидіння», «розміщення») та «settle» («оселитися»).

## Розташування Сиду
Потойбічний світ існував в міфічній Ірландії завжди. Починаючи з часів Партолона, його населяли фомори. Проте після поразки племен богині Дану у війні з предками людей, Синами Міля, що населяють країну і нині, народ туатів пішов у Сиди, і відтоді потойбічний світ у свідомості ірландців відповідає саме світові туатів.
Неможливо однозначно відповісти на питання, де саме розташовувався Інший Світ. З одного боку, потойбічний світ бачили у заморських землях, де жив його владика Мананнан, а до цього — королі фоморів. З іншого боку, правитель Сиду роздавав знатним туата у володіння пагорби-сиди, в яких також знаходився світ міфічного племені.
Таким же неоднозначним був цей світ і в епоху фоморів. Їхні королі мешкали за морем, але одночасно фомори жили в самій Ірландії, на «зворотному» боці країни.
Таку невизначеність і однозначність дещо роз'яснює сучасне уявлення про Сид, потойбічний світ, як людське несвідоме, запозичене з психоаналізу. З огляду на таку інтерпретацію море і пагорби слід трактувати як символи несвідомого, як ворота до потойбічного світу. Сам же Інший Світ всюди — це «тінь» Ірландії.
Зазвичай Сид і реальний світ відокремлені одне від одного нездоланою для людини перешкодою. Але самі туати вільні залишати Інший Світ і забирати із собою людей, крім того, два світи максимально зближаються в ніч на 1 листопада, під час кельтського свята Самайну. Туман також є «пороговим» станом; у густому тумані два світи зближаються і переплітаються один з одним, тому в казкових історіях іноді чарівні істоти з'являються з туману або таємничої імли.

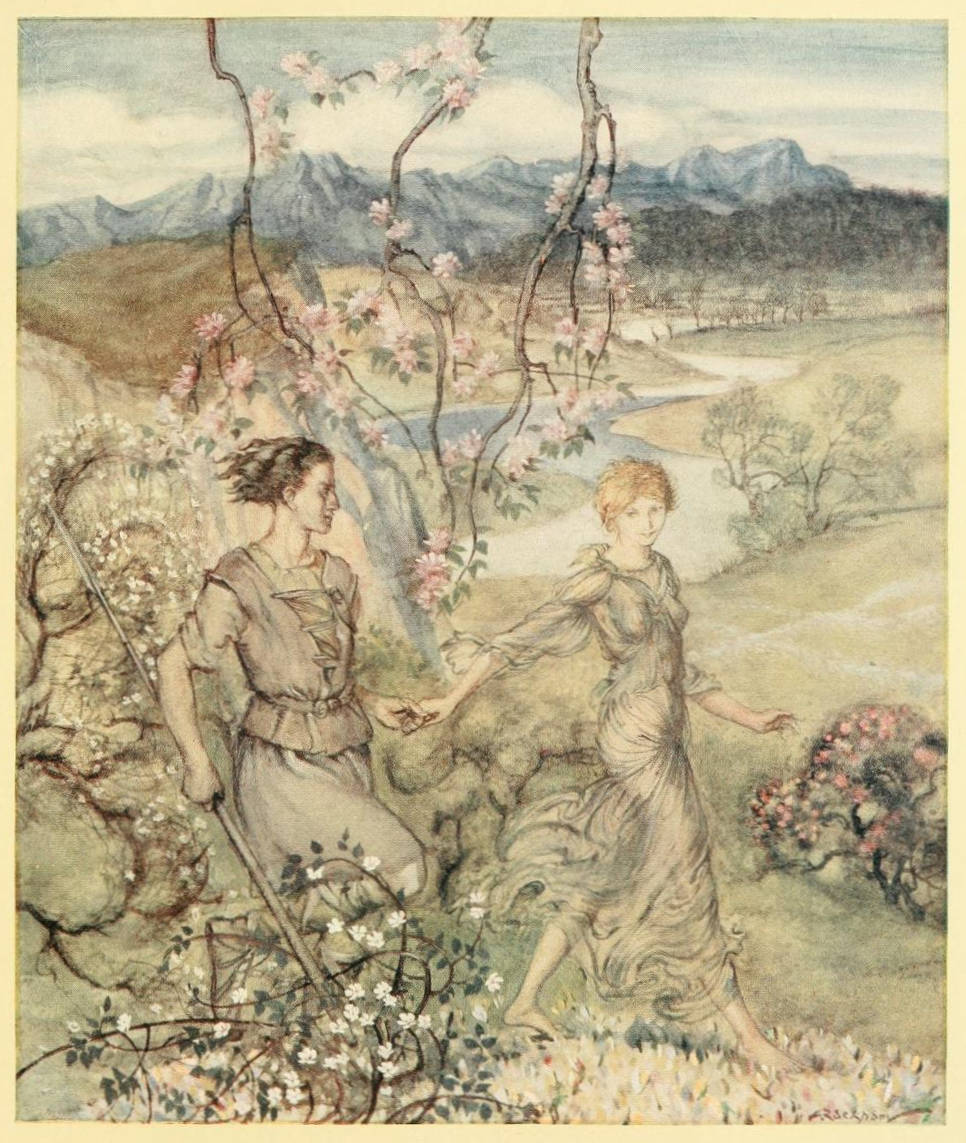
«Земля вічно молодих», зображена Артуром Рекхемом в «Ірландських казках» (1920).

## Країна Юності
У середньовічній сазі «Плавання Брана, сина Фебала» Сид описується як дивовижний, невимовно прекрасний світ, в якому немає старості і захворювань, немає печалі й скорботи. Земля там родюча як ніде, там дивовижні квіти та дерева, там дивовижний чарівний світ приємної сонливості і насолоди, що ніби розлиті в повітрі.
Час тече там зовсім не так, як у цьому світі, якщо воно взагалі тече там. Так, в історії про Брані, коли йому та його супутникам захотілося знову побачити рідну Ірландію, туати попередили людей, щоб ті не ступали на рідну землю. Коли мореплавці підпливли до берегів Ірландії, вони запитали присутніх цікавих людей, чи пам'ятають вони сина Фебала. Але ірландці відповіли, що не пам'ятають. Коли ж один із супутників Брана вистрибнув на берег, він тут же розсипався в прах, тому що хід часу знову став владний над ним, а за мірками звичайного світу ця людина вже давно повинна була вмерти. Ми може зустріти згадку про сповільнення часу і в чарівних історіях інших народів.

## Викрадачки з Іншого Світу
Одна з найпотаємніших тем ірландської міфології — любов жінок Сидів до смертних чоловіків, яких чарівниці ведуть за собою. Протистояти чарам цих дів не можуть навіть друїди. Так, король, батько Кондла, просив друїда захистити сина від чар жіночого образу, який кличе на Рівнину Блаженства. Але друїд нічого не зміг зробити, і молодий спадкоємець назавжди покинув цей світ.
Брана, сина Фебала, з саги про «Плавання Брана», в Інший Світ також покликала жінка.

## «Битва» з чарівною країною
Мабуть, першу «битву» з чарівною країною вів король Еохайд, тому що в Сід відвели його дружину, Етайн. Король об'їхав усю Ірландію, але не зміг знайти кохану. Тоді король звернувся за допомогою до друїда, і той показав йому на пагорби Брі Лейт. Дев'ять років Еохайд зі своїм військом намагався розкопати пагорби сидів. Нарешті, коли чарівний народ був відтиснутий до останнього пагорба, Мідір, що забрав із собою Етайн, пообіцяв віддати королю дружину, якщо той упізнає її. Етайн вивели з іншими дівчатами до Еохайда, але чаклунством туатів усі дівчата були немов «на одне обличчя», так що чоловік не зміг упізнати свою дружину. Еохайд гадав, що впізнає Етайн за тим, як вона подаватиме напої, але сплутав її зі своєю дочкою, яка народилась і виросла в Сиді.

## Істоти, пов'язані з Сидами
Із сидами пов'язані деякі потойбічні істоти — ді́ніші, банші («жінка з сиду»), катші («кіт з сиду»), куші («пес з сиду»), ланонші («коханець з сиду») та інші.
Щодо фейрі — нижчих божеств ірландської міфології, то в легендах про них нерідко згадується, що вони живуть у Чарівній країні під землею, яку інколи порівнюють із міфічними островами — Островом блаженних або Хай-Бресейл (чи Гі-Бразіл); Ініс Авалон чи просто Авалон.

## У середньовічній літературі
У середньовічній ірландській літературі назви aes síde і fír síde (народ сидів) еквівалентні термінам Туата Де (Tuath Dé) і Туата Де Дананн (Tuatha Dé Danann). Єдина відмінність полягає в тому, що Туатт Де (Tuath Dé) зазвичай використовується в контексті легендарної історії та міфології.
Ірландський єпископ Тіречан в VII столітті, описав народ сидів як «земних богів» (лат. dei terreni). У Гімні Фіакка 8-го століття говориться, що ірландці обожнювали народ сидів до приходу Святого Патріка.